# Độ chín của thịt

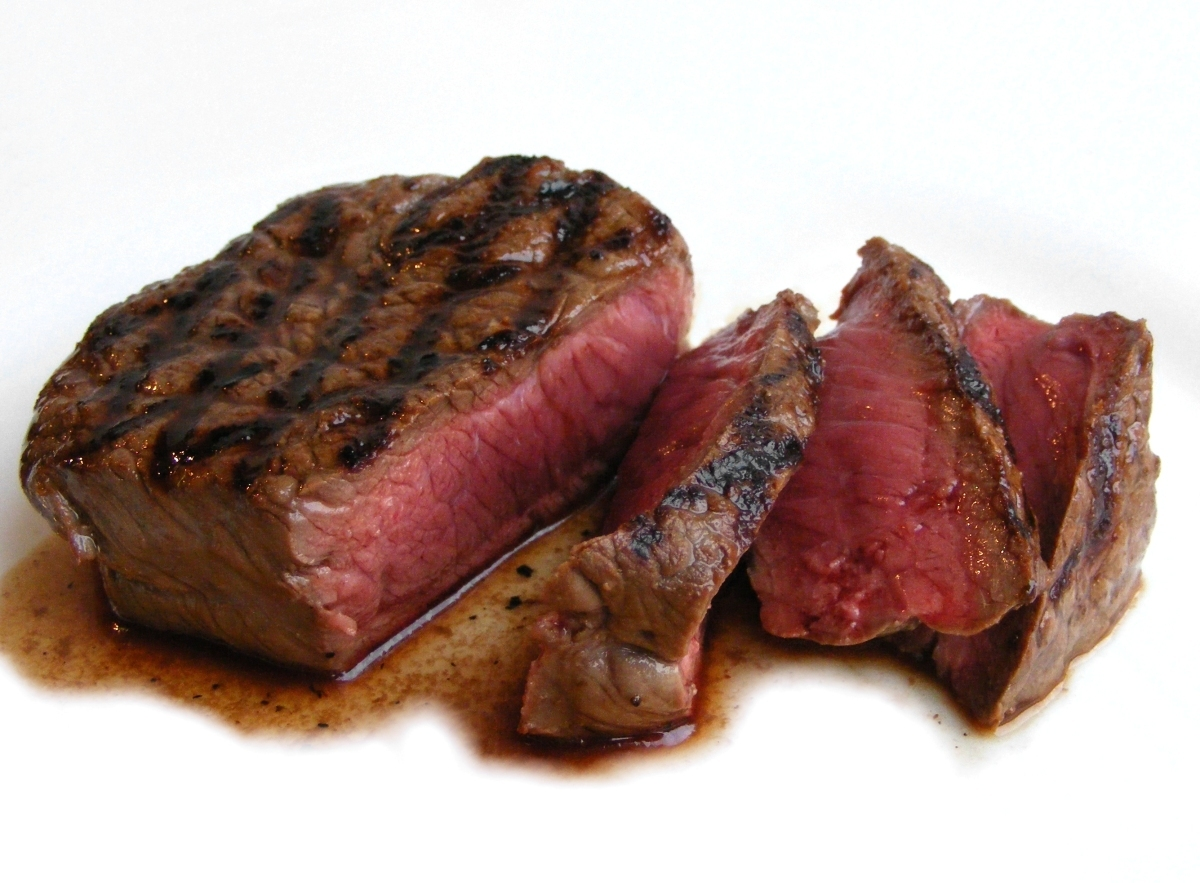
Một miếng thịt bò đang ở độ tái (rare) với đặc trưng là phần thịt bên trong còn đỏ tươi và mọng nước

Độ chín của thịt (tiếng Anh: doneness) là thước đo một miếng thịt được nấu chín đến mức nào khi chế biến dựa trên màu sắc và nhiệt độ bên trong miếng thịt. Các giai đoạn nấu ăn này thường được sử dụng nhiều nhất để chỉ về thịt bò (đặc biệt là thịt bò bít tết và thịt nướng) nhưng cũng được áp dụng cho thịt cừu, thịt lợn, thịt gà, thịt bê và hải sản (đặc biệt là cá).
Bò bít tết khi nấu thường tuân thủ những nguyên tắc, trong đó phải kể đến cách nhận biết độ chín của thịt bò bít tết và nhiệt độ chín. Theo tiêu chuẩn quốc tế món bò bít tết sẽ có đến 6 cấp độ chín khác nhau gồm: Tái sống (Blue rare) — Tái (Rare) — Tái chín (Medium rare) — Chín vừa (Medium) — Chín tới (Medium well) và Chín kỹ (Well done) với 3 mức độ chín cơ bản của thịt là Tái (Rare)-Chín vừa (Medium)-Chín hẳn (Welldone) và được chia thêm từ ba cấp độ trên thì còn có thêm hai mức nữa được tổng kết trong năm cấp độ bít tết và 7 mức độ chín.
Theo thói quen ăn uống tại Việt Nam, người ta thích thưởng thức bò bít tết với mức độ chín hoàn toàn (chín hẵn), ở Châu Âu thường có nhiều sự lựa chọn hơn. Khái niệm chín của thịt bò ở Việt Nam rất đơn giản, chỉ có sống, tái và chín nhưng bò bít tết chuẩn châu Âu 100% có rất nhiều mức độ chín. Cách nhận biết độ chín của bò bít tết. Để biết được bò bít tết chín ở mức độ nào, có thể quan sát, cắt ra xem màu sắc hoặc dùng tay chạm vào để coi nhiệt độ, độ mềm của thịt.

## Độ chín
| Tên gọi (tiếng Anh)                                              | Mô tả | Nhiệt độ | Nhiệt độ   | Chú giải |
| ---------------------------------------------------------------- | --- | -------- | ---------- | --- |
| Thịt sống (Raw)                                                  | Thịt sống 100%, không qua nấu nướng. Thịt còn tươi rói, nóng ấm |          |            | Thịt sống là kiểu bò bít tết (Beefsteak) chưa qua chế biến, thịt sống hoàn toàn, chưa qua chế biến hay nấu nướng. Với cấp độ này, ở châu Âu thường làm món thịt bò Tartare (Steak tartare) hay còn gọi là bò tái kiểu Pháp. Chế biến món ăn này với thịt không sạch có nguy cơ nhiễm giun sán cao, không nên thử để đảm bảo an toàn sức khỏe. |
| Tái sống (Blue rare hay Extra-rare hay Blue)                     | Thịt chín 10%. Miếng thịt sống được nướng sơ qua trong vài giây, bề ngoài hơi cháy xém, bên trong thịt vẫn còn lạnh, nhiệt độ trong miếng thịt khá thấp từ 10–29 độC, thịt gần như còn sống vì chỉ được nướng cho cháy xém phần thịt bên ngoài, bên trong có màu đỏ tươi, thịt lạnh và rất nhiều nước. | 46–49 °C | 115–125 °F | Phần thịt này thường chỉ được nướng từ vài giây đến 1 phút, thịt sống sẽ được cắt thành miếng và nướng nhanh trên vỉ than, mỗi mặt được nướng trong khoảng 30 giây để thịt chỉ cháy xém bên ngoài và đạt độ chín 10% rồi lấy ra ngay, dùng khi bên trong vẫn còn sống lạnh, để kích thích thêm vị giác thì nhiều người sẽ vắt thêm chanh cho có vị chua chua hoặc chấm sốt tiêu xanh xen kẽ cay nồng. Phổ biến nhất của độ chín này là kiểu "Pittsburgh rare" |
| Tái/còn sống (Rare )                                             | Thịt chín 25%. Thịt được nướng trên vỉ sơ qua cho cháy xém bên ngoài, phần thịt bên trong hơi ấm, có chút ấm nhẹ, nhiệt độ chín của phần thịt bên trong sẽ đạt độ ấm nhẹ từ 30–51 độ C, và phần giữa còn hơi lạnh, thịt còn màu đỏ tươi và vẫn mọng nước, bên ngoài sẽ hơi hồng và còn tươm máu. Thịt sẽ rất mềm do còn rất nhiều nước | 52–55 °C | 125–130 °F | Cần nướng ở cả hai bên mặt trong 2-2,5 phút, vì thời gian tiếp xúc với nhiệt lâu hơn, mỗi mặt và nhiệt tiếp xúc vào sâu trong giữa. Cấp độ chín của Rare nhỉnh hơn Blue rare vì thịt được nướng khoảng 2 phút mỗi mặt. Khi cắt ra, phần thịt bên trong vẫn đỏ tươi và mọng nước, nên dùng miếng thịt có độ dầy khoảng 1 đốt ngón tay. |
| Tái chín (Medium rare)                                           | Thịt chín 50% (độ thịt chín và sống cân bằng 50%). Bề ngoài thịt cháy xém nhưng bên trong miếng thịt đã ấm hoàn toàn, có màu đỏ tươi ở giữa nhạt đi, còn khoảng 40% màu đỏ tươi, phần thịt màu hồng nhiều hơn, lớp gần bề mặt thịt có màu nâu tái và thịt cũng ít mọng nước. Độ chín của thịt tăng dần hơn, bề mặt thịt sẽ có màu nâu, phần bên trong sẽ không có màu đỏ tươi như cấp độ Rare mà sẽ nhạt đi, chuyển sang tái hồng, phần thịt tái hồng nhiều hơn, bề mặt thịt có màu nâu mỏng, nhiệt độ thịt sẽ ở trong khoảng 57–63 độ C, kiểu này vẫn còn nhiều nước nhưng ít hơn Rare | 55–60 °C | 130–140 °F | Để đạt độ chín tái-Medium rare (thịt cân bằng sống-chín), nướng mỗi mặt thịt trong khoảng thời gian 3–4 phút, canh đều thời gian. Nướng mỗi mặt từ 2-3 phút sẽ cho ra mức chín này. Bò bít tết loại Medium rare được nhiều người nhận xét là ngon vì sự vừa phải của nó, thịt mềm, không quá chín mất hết chất nhưng cũng không quá sống để lo về vấn đề an toàn sức khỏe. Cấp độ tái chín Medium rare được người phương Tây ưa thích                         |
| Chín vừa (Medium)                                                | Thịt chín 75% (chín dần ở 75% phần thịt). Thịt cháy xém bên ngoài, bốn mặt bên màu nâu đậm, bên trong nóng, nhiệt độ thịt từ 63–68 độ C, thịt không còn màu đỏ tươi ở trong nữa mà chỉ còn ánh màu hồng khoảng 25%, thịt chỉ còn ít nước. Beefsteak kiểu medium sẽ đạt độ chín tái vừa tới, có độ ẩm ngọt bên trong. | 60–65 °C | 140–150 °F | Thịt được nướng kĩ hơn ở 4-6 phút mỗi mặt thịt mỗi bên mỗi mặt để thịt đạt độ chín 75%. Đây là cấp độ bít tết (Beefsteak) được nhiều thực khách là người châu Á chọn để thưởng thức khá nhiều và cũng là độ chín lý tưởng cho những thực khách lần đầu thưởng thức món ăn này vì độ chín tái vừa tới, thịt nóng nhưng vẫn còn độ ẩm ngọt bên trong. |
| Chín tới (Medium well)                                           | Thịt chín 90% (chín gần hết 90% phần thịt). Bên ngoài thịt đã thành màu nâu tái và miếng thịt không còn nước, thịt lúc này chín dần đều, phần thịt bên trong chỉ còn một chút màu hồng nhẹ, bên ngoài thịt xém màu rám nâu. Nhiệt độ thịt nóng hơn ở 72-77 °C khi nướng xong | 65–69 °C | 150–155 °F | Beefsteak kiểu chín tới (Medium well) thì thịt sẽ được nướng khoảng 5 phút mỗi mặt để thịt chín dần đều. Tương tự như độ chín vừa (Medium), để đạt được độ chín tới-Medium Well thì nướng thịt trên than 5 phút mỗi mặt. Để có bò bít tết loại này cần canh khoảnh khắc thật chuẩn bởi sự chuyển đổi giữa Medium (chín vừa) – Medium well (chín tới)– Well done (chín hẵn) là rất nhanh.                                                                      |
| Chín đều hay chín hẳn hay chín hoàn toàn hay chín kỹ (Well done) | Thịt chín 100% (100% thịt chín đều). Phần thịt đã thành một màu nâu hoàn toàn, phần thịt bên ngoài hơi cháy xém nhưng không quá khô, không được quá cháy, bên trong thịt chín hoàn toàn với nhiệt độ chín của thịt từ 77 độ C trở lên khi nướng xong, thịt ráo, có màu nâu hấp dẫn, có mùi thơm nhất, tỏa độ thơm nhất trong các cấp độ. | 71 °C+   | 160 °F+    | Đây là cấp độ chín hẳn sẽ được nướng trong 6 phút. Với kiểu Beefsteak này, mỗi mặt thịt sẽ được nướng trong thời gian 6 phút thì thịt mức độ này là chín đều hoàn toàn, phải nướng lâu ở nhiệt độ thấp, thường là mỗi mặt cần 10 phút. Thịt khi nướng xong với nhiệt độ trên 77 độ C, dù nướng kĩ nhất nhưng với 6 phút thì thịt vẫn đạt chuẩn độ mềm và không quá khô nhưng vì thịt không có nước và sẽ dai.                                                 |
| Chín cháy hay chín khét (Overcooked)                             | Miếng thịt sẽ khô ráp và cháy khét hoặc cháy xém | >71 °C   | >160 °F    | Nguyên nhân đạt độ chín này là do nấu quá lâu hoặc quá tay, để quá lửa, thao tác mang tính đoản vị. |